# 몬세라트 케이블카

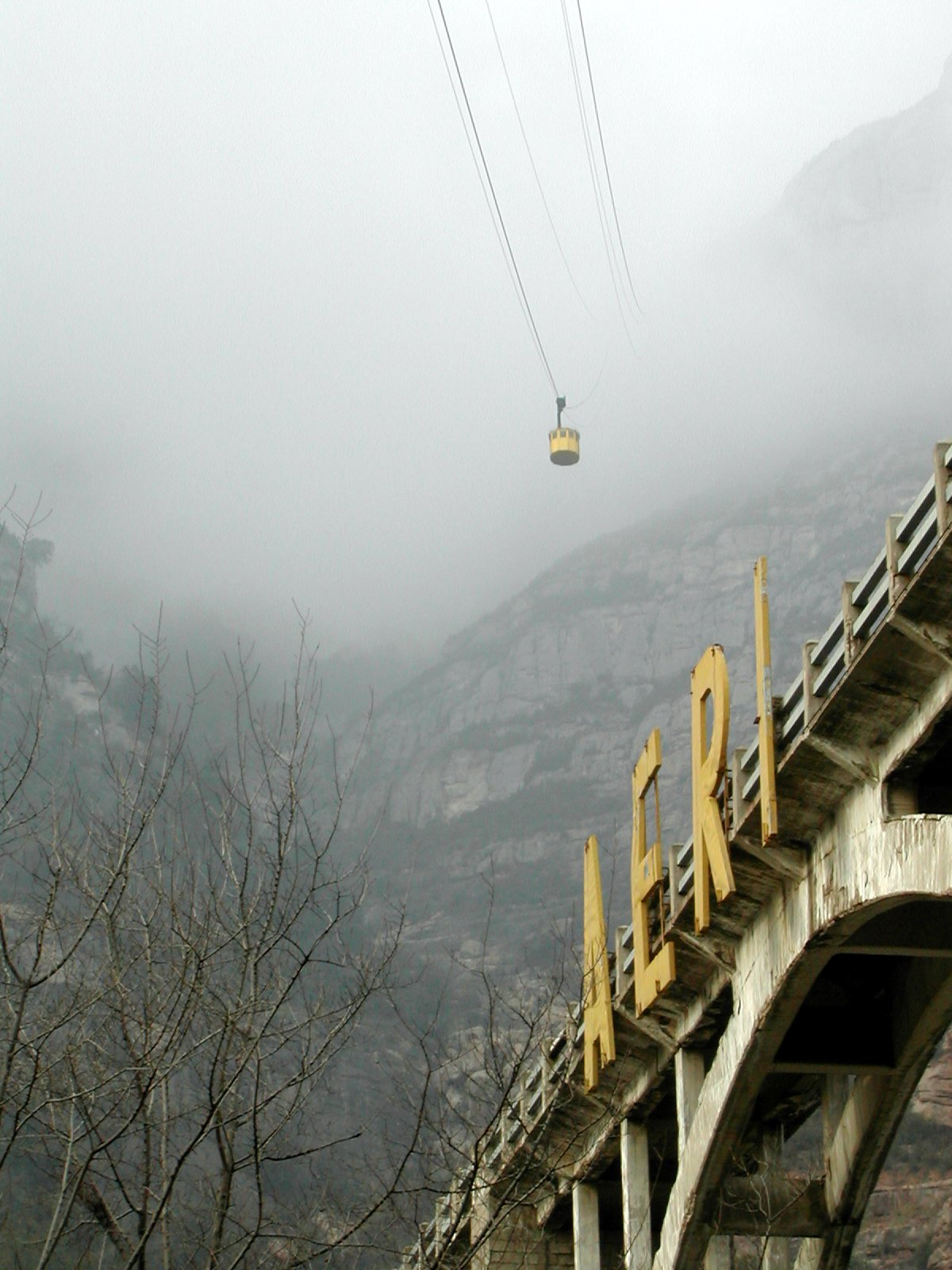
몬세라트 케이블카

몬세라트 케이블카(카탈루냐어: Aeri de Montserrat, 스페인어: Teleférico de Montserrat)는 몬세라트를 오르는 케이블카이다. 위로 올라가면 경치가 아주 좋다고 사람들이 말한다. 주로 꼭대기까지 약 30분이 걸린다.